# قایق نجات کلاس اکس
لایف‌بوت کلاس اکس (به انگلیسی: X-class lifeboat) یک کلاس از کشتی است که طول آن ۲٫۵ متر (۸٫۲ فوت) می‌باشد.